# Jon Guthrie
Jonathan Neil Guthrie, detto Jon (Devizes, 29 luglio 1992), è un calciatore inglese, difensore del Northampton Town.

## Carriera
Tra il 2019 ed il 2021 ha segnato 10 reti in 64 presenze nella prima divisione scozzese con il Livingston.

## Palmarès

### Club

#### Competizioni nazionali
- Football League Trophy: 1

Crewe Alexandra: 2012-2013